# زاهد سلطان
زاهد سلطان هو مغني ورائد أعمال كويتي بدأ مسيرته الفنية عام 2011.

## روابط خارجية
- زاهد سلطان على موقع ميوزك برينز (الإنجليزية)